# 日本侠花伝
『日本侠花伝』（にほんきょうかでん）は、1973年公開の東宝製作の日本映画。第1部「野あざみ」、第2部「青い牡丹」の2部構成。併映は『野獣狩り』。
加藤泰監督が自ら原作・脚本を担当し、主役にはNHK朝の連続テレビ小説『藍より青く』で健気な戦争未亡人を演じた真木洋子を起用。任侠映画ということで出演に迷いがあったが、憧れの渡哲也との共演とのことで出演を受諾する。激しい気性の女侠客を演じて大胆なヌードを披露しイメージチェンジとなった。
2017年8月に、CS・日本映画専門チャンネルにて初HD放送された。

## スタッフ
- 製作 - 佐藤正之、椎野英之、馬場和夫
- 企画 - 葉村彰子
- 監督・原作・脚本 - 加藤泰
- 撮影 - 村井博
- 音楽 - 鏑木創
- 美術 - 阿久根巌
- 録音 - 矢野口文雄
- 照明 - 小島真二
- 編集 - 黒岩義民
- 助監督 - 河崎義祐
- スチール - 石月美徳
- 殺陣 - 足立伶二郎
- 製作協力 - PRODUCT・1
- 東宝映画作品

## キャスト
- 近藤ミネ - 真木洋子
- 田中清次郎 - 渡哲也
- 近藤鶴吉 - 藤原釜足
- 大浜実 - 村井国夫
- 大浜豊 - 大塚道子
- 喜兵衛 - 見明凡太朗
- 土田竜平 - 富田仲次郎
- ボディーガード - 原田君事
- 老人 - 榊田敬二
- 車掌 - 加藤茂雄
- 看守 - 小川安三
- 刑事 - 大木正司
- 淫売 - 林光子
- 小川つる - 任田順好
- 紫山倉庫社長 - 野口元夫
- 賀川豊彦 - 加藤剛
- 坂上大尉 - 北大路欣也
- モヂリ - 汐路章
- 長田金造 - 曽我廼家明蝶
- 早川干太郎 - 武藤章生
- おきん - 菅井きん
- 金景福 - 谷村昌彦
- ハル子 - 園佳也子
- 岸本強 - 安部徹
- 七野隆一 - 伊達三郎
- 峯駒吉 - 遠藤征慈
- 六甲山 - マンモス鈴木
- 川浪竜太郎 - 小島三児
- 早川鹿三郎 - 森幹太
- テンプラ - 鈴木和夫
- 手配師 - 三重街恒二